# Doutzen Kroes
Doutzen Kroes ([ˈdʌu̯tsə(ŋ) ˈkrus]; ur. 23 stycznia 1985 w Eastermar) – holenderska modelka i aktorka, jeden z byłych aniołków Victoria’s Secret (2008-2014).

## Życiorys

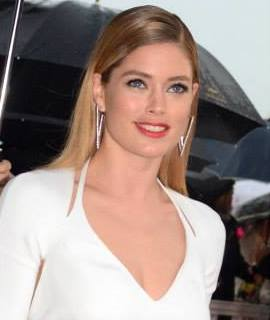
Doutzen Kroes (2013)

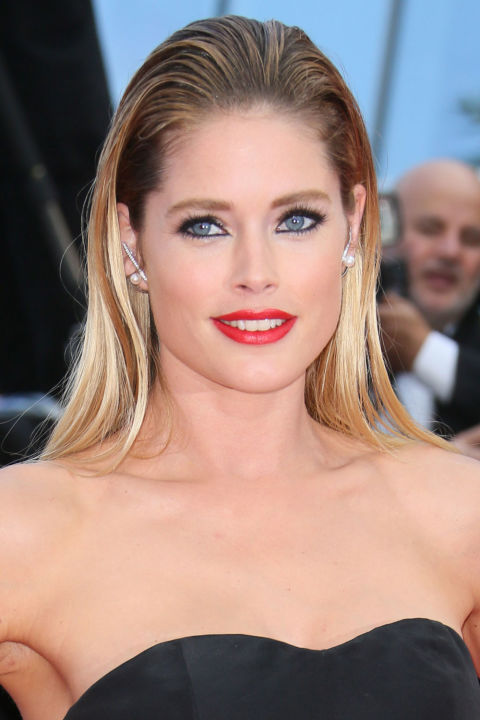
Doutzen Kroes - Cannes 2015

Urodziła się w Eastermar (hol. Oostermeer) we Fryzji w Holandii. Jako młoda dziewczyna chciała profesjonalnie uprawiać łyżwiarstwo szybkie.
Karierę rozpoczęła w 2003 roku. Była na okładkach takich czasopism jak Time, Vogue, Harper’s Bazaar, Numero. Brała udział w kampaniach Gucci, Tommy Hilfiger, Escada, Dolce & Gabbana, Valentino, Versace.
W czerwcu 2007 roku, z zarobkami wynoszącymi w sumie 4,9 miliona dolarów w ciągu ostatnich 12 miesięcy, magazyn Forbes umieścił ją na 14. pozycji na liście 15 najlepiej zarabiających supermodelek. W kwietniu 2008 roku była na piątej pozycji, z szacowanym dochodem sześciu milionów dolarów. W rankingu z maja 2009 roku utrzymała piątą pozycję.
Pracowała dla agencji: DNA (Nowy Jork), Viva (Paryż), Wonen Milan (Mediolan), Viva London (Londyn).
Prócz modellingu Kroes zaczęła zajmować się także aktorstwem. W 2011 roku zagrała w holenderskiej produkcji historycznej Nova Zembla. Od 2017 pojawiała się w niewielkiej roli w filmach należących do DCEU -  zagrała jedną z amazonek, Venelię, w produkcjach Wonder Woman, Liga sprawiedliwości i Wonder Woman 1984.

## Kontrowersje
Powielała teorie spiskowe na temat pandemii koronawirusa. Sugerowała, że przemysł farmaceutyczny, rządy i wielkie korporacje kierowały się niewłaściwymi motywami.

## Filmografia
- 2011: Nova Zembla(inne języki) jako Catharina Plancius
- 2015: J'marche pas en arrière (film krótkometrażowy)
- 2017: Wonder Woman jako Venelia
- 2017: Liga Sprawiedliwości jako Venelia
- 2020: Wonder Woman 1984 jako Venelia
- 2021: Liga Sprawiedliwości Zacka Snydera jako Venelia